# Joseph Lawrence
Joseph Lawrence Mignogna Jr., conhecido como Joey Lawrence, (Abington, Pennsylvania, 20 de Abril de 1976), é um cantor e ator americano.
Joseph atuou na série exibida pelo SBT "E Agora, Quem Manda?", interpretando o personagem Kurt Franklin.
Antes dessa série, teve mais duas séries exibidas pela mesma emissora: Blossom e Amor Fraternal. Ficando mais conhecido no Brasil como Joey Russo, seu personagem em Blossom, que ficou famoso pelo seu grito "Whoa!"(lê-se "uôu", em português), sempre que estava alegre, ou impressionado por algum motivo. Já em Amor Fraternal não teve tanto sucesso a não ser pela curiosidade de seu personagem ser irmão de Andrew Lawrence e Matthew Lawrence, seus irmãos na vida real.
Joseph Lawrence começou cedo, aos cinco anos já atuava. Possui um currículo bem preenchido de séries e filmes para televisão, e teve relativo sucesso no início dos anos 1990 como cantor pop, gravando alguns discos. Atualmente está no ar com o seriado Melissa & Joey.